# Paige compositor

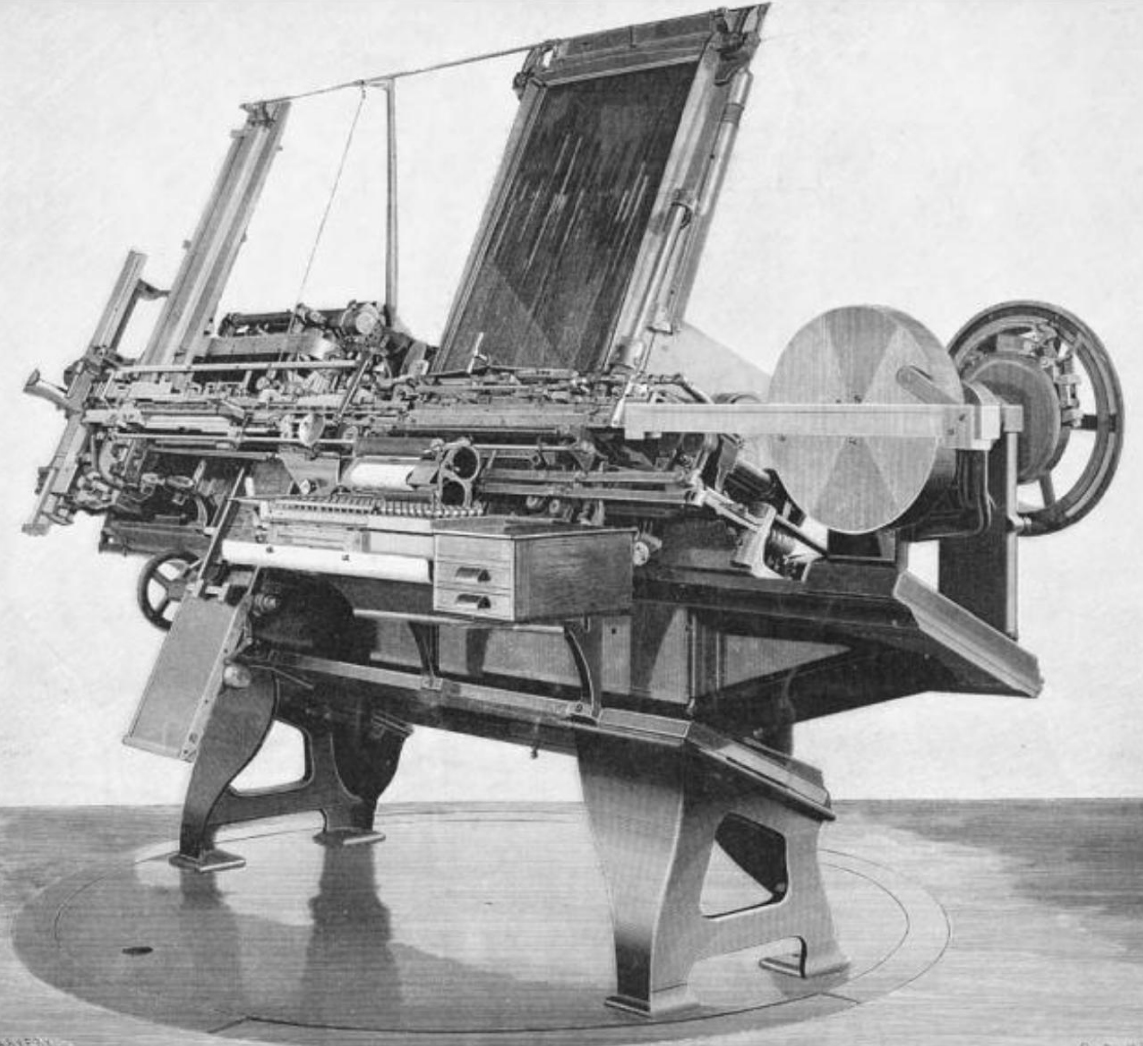
Paige Compositor

Paige Compositor – maszyna do składu tekstu wynaleziona przez Jamesa W. Paige’a (1841-1917) w latach 1877–1894, służąca do składania, justowania i rozbierania czcionki. Miała zastąpić ręczną pracę zecera.
Jedną z części maszyny była alfabetyczna klawiatura, za pomocą której wysuwano ułożone w specjalnych kanalikach czcionki i układano je w szeregu. Po złożeniu i wydrukowaniu strony specjalny mechanizm sortował czcionki z powrotem do odpowiednich kanalików.
Ostatecznie zbudowane zostały tylko dwa egzemplarze maszyny.

## Współpraca Jamesa W. Paige’a i Samuela Clemensa
W młodości Samuel Clemens (Mark Twain) zajmował się zecerstwem i zdawał sobie sprawę ze skali problemu, jaki stanowił w tamtym czasie skład tekstu. Był to jedyny element produkcji książki wciąż wykonywany przez człowieka, przez co znacznie spowalniał cały proces. Około 1877 r. Samuel Clemens poznał Jamesa W. Paige’a – wynalazca zaprezentował pisarzowi swoje pomysły i Clemens zgodził się finansować jego pracę.
Sława Clemensa jako pisarza i humorysty sprawiła, że poszczególne etapy pracy nad maszyną były bacznie obserwowane i komentowane przez opinię publiczną. W 1886 r. Paige zakończył kolejną wersję maszyny, jednak wbrew namowom Clemensa nie zgodził się na jej wprowadzenie na rynek. Powodem jego decyzji był nierozwiązany problem z justowaniem tekstu. Paige pracował przez następne cztery lata, by w końcu skonstruować prototyp, który usprawniał jeszcze do 1894 r. W 1882 r. złożył projekt do urzędu patentowego.
Współpraca z Paige’em doprowadziła Clemensa do bankructwa. Tylko do końca lat 80. Clemens wydał na projekt 180 000 $, a podsumowanie wszystkich wydatków szacuje się na 800 000 $.

## Znaczenie wynalazku w historii
Ostatecznie Paige Compositor okazał się zbyt skomplikowany, zarówno w budowie (18 000 elementów), jak i w obsłudze. Podczas gdy Paige opracowywał kolejne modele swojego wynalazku, na rynek weszły inne, konkurencyjne maszyny (między innymi linotyp Ottmara Mergenthalera) opierające się na protszym mechanizmie – zamiast rozbierania i sortowania tego samego zestawu zużyte czcionki na bieżąco przetapiano na nowe.
Mimo złej sławy maszyna Paige’a stanowiła genialny wynalazek: pracowała sześć razy szybciej niż człowiek, automatycznie odrzucała uszkodzone odlewy czcionek i była w stanie złożyć 12 000 liter na godzinę (podczas gdy linotyp Mergenthalera – jedynie około 8000). Obecnie maszyna jest znana głównie w związku z zaangażowaniem w projekt Marka Twaina, a także z powodu poziomu swojej złożoności. Niekiedy uważa się, że projekt Paige’a wyznacza pewną granicę w sposobie myślenia wynalazców – była to ostatnia próba skonstruowania maszyny, która miała pracować na wzór człowieka.